# Октябрьский район (Орск)
Октябрьский райо́н  — один из трёх районов города Орска Оренбургской области.
Расположен на правом берегу реки Урал в северо-восточной и западной частях города. Основная  часть  территории района находится в Европе. В Азии (на левобережье Урала) находится посёлок Джанаталап и часть садовых участков.
Включает ряд посёлков в черте города: северная, южная и западная части Нового города, посёлок Елшанка, посёлок Победа, посёлок Круторожино, посёлок ТЭЦ, посёлок Мостострой, посёлок Джанаталап и станция Ущелье. Октябрьскому району также подчинён 1 сельский населённый пункт, посёлок Мирный, который входит в муниципальное образование город Орск со статусом городского округа и находится в 75 километрах к северу от Орска на правом берегу реки Урал на Ириклинском водохранилище.

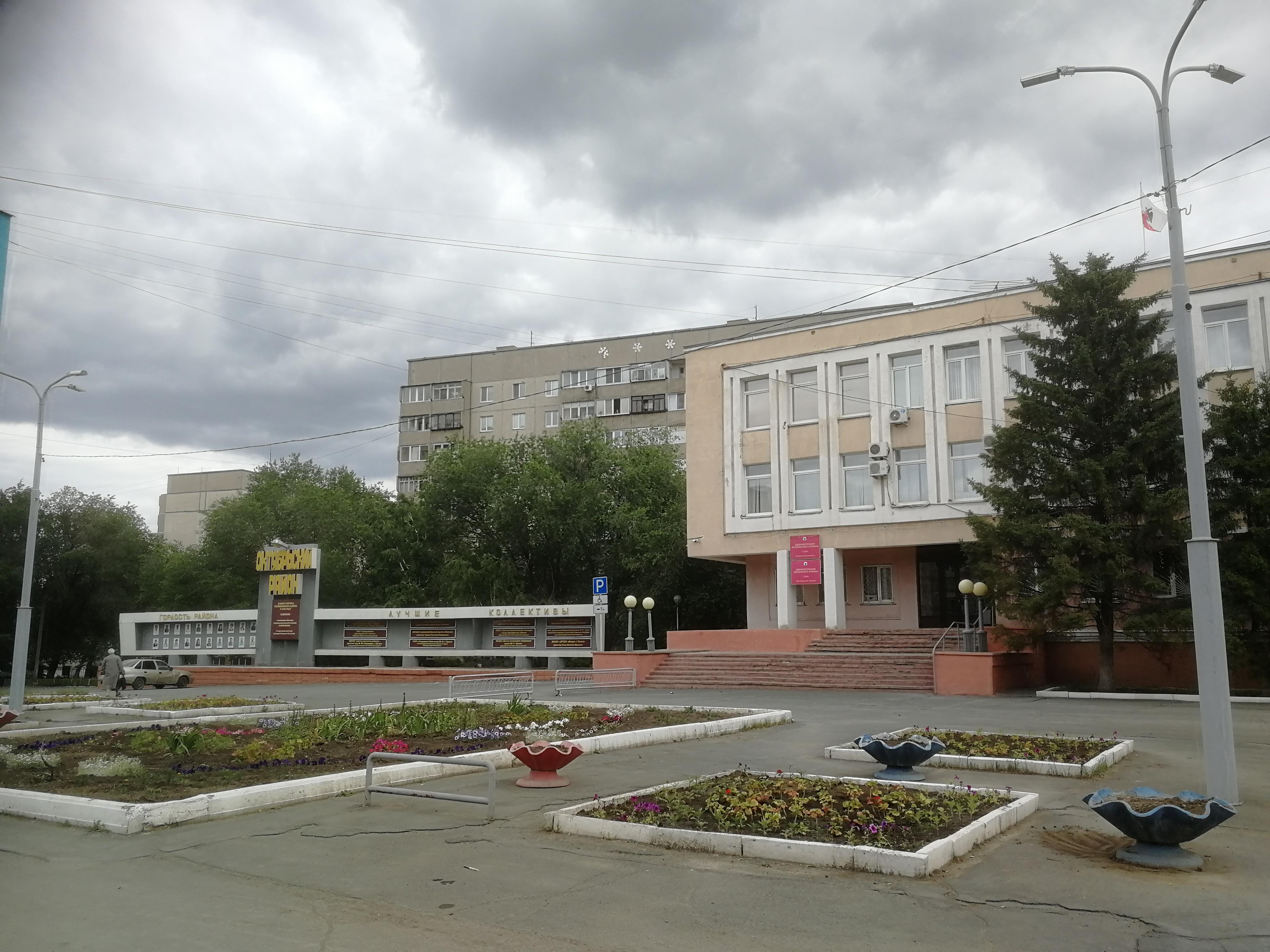
Здание администрации Октябрьского района города Орска

## Население
| 1979    | 1989     | 2002    | 2003    | 2004    | 2009    | 2010    |
| ------- | -------- | ------- | ------- | ------- | ------- | ------- |
| 92 000  | ↗101 785 | ↘97 756 | ↘97 700 | ↘96 900 | ↘96 213 | ↘93 033 |
| 2012    | 2013     | 2014    | 2015    | 2016    | 2017    | 2018    |
| ↘92 668 | ↘92 333  | ↘92 061 | ↘91 214 | ↘91 185 | ↘91 180 | ↗91 305 |
| 2019    | 2020     | 2021    |         |         |         |         |
| ↘91 246 | ↘91 068  | ↘75 515 |         |         |         |         |

## История
Указом Президиума Верховного Совета РСФСР № 5-88/4 от 31 марта 1972 года в г.Орске были образованы 3 района, в том числе Октябрьский район.

## Промышленные предприятия
Наиболее значимыми объектами экономики  Октябрьского района являются: ОАО «Орскнефтеоргсинтез», ОА  «Машиностроительный концерн  ОРМЕТО-ЮУМЗ»,  ОА «Орский машиностроительный завод»,  ОА «Орское карьероуправление», Орская ТЭЦ-1 Филиала Оренбургский  ПАО «Т Плюс», МУП «Орское предприятие  тепловых сетей», Производственное отделение «Орские городские электрические сети» филиала ПАО «МРСК Волги» - «Оренбургэнерго», филиал ОАО «Газпром газораспределение Оренбург» в г. Орске,  ООО «Водоканал г.Орска», ООО «Управляющая компания «Октябрьская», ЗАО «Орский хлебокомбинат», ЗАО «Хлебопродукт ДМВ», ОАО «Макаронная фабрика», ЗАО «Восточная геологоразведочная экспедиция», Орский почтамт Управления федеральной почтовой связи Оренбургской области-филиал ФГУП «Почта России», ЗАО «Орскгражданпроект», Оренбургский филиал ПАO  «Ростелеком» ГЦТЭТ - г. Орск.

## Транспорт
Имеется одна железнодорожная станция:  ст. Круторожино ЮУЖД.
По территории района проходят два нефтепровода диаметром 500 мм из Кинкияка (Казахстан) и Салавата (Башкирия), протяженностью  37 км.; с северо-западного направления имеется ввод магистрального газопровода диаметром 300-500 мм протяженностью 20 км.
По территории района для выезда и въезда также проходят три основных автомагистрали в направлении г. Новотроицк, г. Оренбург, г. Гай.